# The Thin Pink Line
Pour plus de détails, voir Fiche technique et Distribution.
The Thin Pink Line est un film américain écrit et réalisé par Joe Dietl (en) et Michael Irpino et sorti en 1998. Le titre est une parodie du documentaire The Thin Blue Line réalisé par Errol Morris.

## Synopsis
un mannequin accusé et condamné pour meurtre et il sera exécuté.

## Fiche technique
- Titre : The Think Pink Line
- Producteurs : Brett W. Nemeroff, Bobby Rossini, Robert Rossini et Stafford Smith
- Producteur exécutif : Steve Bulzoni
- Directeur de la photographie : Alex Vendler
- Montage : Nicholas Eliopoulos
- Directeur de production : Stafford Smith
- Assistant réalisateur : Scott Wartham (premier assistant réalisateur)
- Pays :  États-Unis
- Genre : Comédie
- Durée : 106 minutes
- Date de sortie : Japon : 7 octobre 1998 (Tokyo)

## Distribution
- Carrie Aizley : Jocelyn Silverberg
- Jennifer Aniston : Clove
- Layne Beamer : Flic
- Andrea Bendewald : Dust
- Ingrid Berg : Choreographer
- Brian Blondell : Mr. Ledbetter
- Tom Booker : Wet Underwear Contestant
- Megan Cavanagh : Mrs. Ledbetter
- Margaret Cho : Asia Blue / Terry
- Jerry Collins : Tom Phillips
- David Cross : Tommy Dantsbury
- Kristin Dailey : Swing Choir Member
- Bruce Daniels : Randall Overbee
- Diane Delano : Sgt. Dot Jenkins
- Joe Dietl (en) : Royce Cannon
- Tate Donovan : Simon
- Illeana Douglas : Julia Bullock
- Nora Dunn : Sandy Delongpre
- Christine Elise : Darby
- Bill Escudier : Flower Delivery Guy
- Will Ferrell : Darren Clark
- Wayzaro Foster : Girl at Party
- Loretta Fox : Kelly Daneen
- Janeane Garofalo : Joyce Wintergarden-Dingle
- David Green : Swing Choir Member
- Rob Helms : Kevin Langstrom
- Jessica Hughes : Julie
- Melanie Hutsell : Yvette Evy
- Michael Irpino : Chauncey Ledbetter
- Marcus Jacques : fonctionnaire
- Jimmy Jatho : Skin Head Inmate
- Kathy Jensen : Suzy Pleasent
- Bob Joles : Mr. Langstrom
- Laura Kightlinger : Amber Jean Rose
- Promise LaMarco : Script Supervisor
- Phil LaMarr : Jimmy 'Licorice Whip' Wilson
- Joe Liss : M.C.
- Anne Meara : Mrs. Langstrom
- Rodney Munoz : Hispanic Inmate
- Joel Murray : Barman
- Lizzy Murray : Leslie
- Mike Myers : Tim Broderick
- Taylor Negron : Stewart Sterling
- Shane Nickerson : Extra #1
- Brett Paesel : Karen Hill
- Sam Pancake : Randy Nephews
- Jason Priestley : Hunter Green
- Jeff Rago : Triple Threat
- Mary Lynn Rajskub : Suzy Smokestack
- Andy Richter : Ken Irpine
- Jeff Rosenthal : Donald Elkins
- Robin Ruzan : Tammy Broderick
- David Schwimmer : Kelly Goodish / J.T.
- Rusty Schwimmer : Nora Finkelheimer
- Molly Shannon : Aanl
- Sarah Thyre : Diane Edbetter-Irpine
- Pat Towne : Richard Hill
- Vincent Ventresca : Bob
- Kate Vogt : Costumer
- Tuc Watkins : Ted
- Mari Weiss : Librarian
- Kevin West : Father Barnes
- Emily Whitesell : Betty Sanford
- Susan Yeagley : Chauncey's New Wife
- David Youse : Larry
- Ben Zook : Faggles / Mr. Wintergarden
- Maura Tierney : Suzanne